# Rügyek és Gyökerek
A Roots & Shoots (magyarul „Rügyek és Gyökerek”) természet- és környezetvédelmi hálózatot Dr. Jane Goodall hívta életre 1991-ben, Tanzániában. A Roots & Shoots hálózat a Jane Goodall Intézet gyerekeket és fiatalokat összefogó képzési és nevelési programja. A szervezet célja, hogy a fiatalokat cselekvésre ösztönözze, és így lehetőséget adjon a számukra, hogy a környezettudatos életmód alapjait tapasztalati úton sajátítsák el.
A Roots & Shoots hálózatban a gyerekek csoportokban tevékenykednek. Minden egyes Roots & Shoots csoport, legyenek tagjai akár óvodások, iskolai osztályok, vagy egyetemisták, saját maguk által tervezett és véghezvitt akár kisebb, akár nagyobb szabású programokkal nyújt segítséget a körülöttük lévő élőlényeknek. A világon jelenleg közel 111 országban több, mint 10 000 Roots & Shoots csoport dolgozik aktívan.
A hálózat tevékenységi körei:
- Állatvédelem
- Környezetvédelem
- Természetvédelem
- Emberi közösségek védelme

## Miért Roots & Shoots?
A Roots & Shoots névnek szimbolikus jelentése van. Dr. Jane szavai lefordítva magyarul valahogy így hangoznak:
 „A mélyben kúszó gyökerek átszakíthatatlan hálója szilárd alapot alkot. A friss rügyek kicsinynek tűnnek, de hogy elérjék a fényt, akár még a falat is áttörik. Képzeld csak el, hogy e falak azok a gondok, melyekkel mi magunk terheljük meg a bolygónkat. Száz-és százezer gyökér és rügy, száz- és százezer ember szerte a világon áttörheti ezeket a falakat. Meg tudod változtatni a világot."

## Mitől egyedülálló a Roots & Shoots?
A Roots & Shoots hálózat működése Dr. Jane Goodall elvein és rendkívüli jövőképén alapul. Jane Goodall szilárd meggyőződése, hogy a gyerekek és fiatalok valóban képesek arra, hogy megváltoztassák a világot – ez a R&S program legfontosabb része. Csak az kell, hogy a fiatalok rendelkezzenek a megfelelő információval a környezetünkről, hogy bátorítsák őket, eszközt adjanak a kezükbe, és hogy belássák, amit tesznek, azzal valóban egy lépést tesznek egy jobb jövő felé. A Roots & Shoots program - melynek feladata részben az is, hogy a jövő vezetőit képezze –, nemcsak arra ösztönzi a fiatalokat, hogy megismerjék a Földünket fenyegető világméretű és helyi (vagyis globális és lokális) veszélyeket, hanem segíti őket, hogy felépítsék, megszervezzék és véghezvigyék a saját projektjüket, amely ezeknek a problémáknak a megoldására irányul.

## Küldetések és célok
A Roots & Shoots hálózat küldetése, hogy minél több emberben megfoganjon, majd megerősödjön a tudat, hogy kivétel nélkül mindannyiunknak tiszteletet kell tanúsítanunk a Földön élő összes élőlénnyel szemben. A hálózat tagjai ezzel együtt és mindenekelőtt bátorítani szeretnének minden egyes embert arra, hogy tegyen valamit annak érdekében, hogy Földünk egy jobb hely legyen minden élőlény, emberek, állatok és a környezetünk számára.
Fő célok:
1, A Roots & Shoots hálózat legfőbb céljai közé tartozik, hogy aktív, tapasztalatokon alapuló tanulásra és cselekvésre ösztönözzön mindenkit, hogy együtt tegyünk lépéseket környezetünk szebb jövőjének reményében.
2, Cél, hogy felhívják a figyelmet az állatvédelem fontosságára, és segítséget nyújtsanak a körülöttünk élő és arra rászoruló házi, állatkerti- és haszonállatok, valamint a vadállatok számára.
3, Cél, hogy a törekvéseket ne akadályozza, hogy különböző kultúrákban élünk, különböző színűek és vallásúak vagyunk. Hangsúlyozni szeretnék a tisztelet és az elfogadás fontosságát, mert csak együtt, összefogással érhetjük el céljainkat.
4, Végül cél, hogy a fiatalok, akikben meggyökerezett a gondolat, és tettre készek, rendelkezzenek a megfelelő önbizalommal ahhoz, hogy sikeres programot hajtsanak végre. Mindenki képes arra, hogy megváltoztassa a világot, mert minden apró cselekedet számít!

## Roots & Shoots Magyarországon

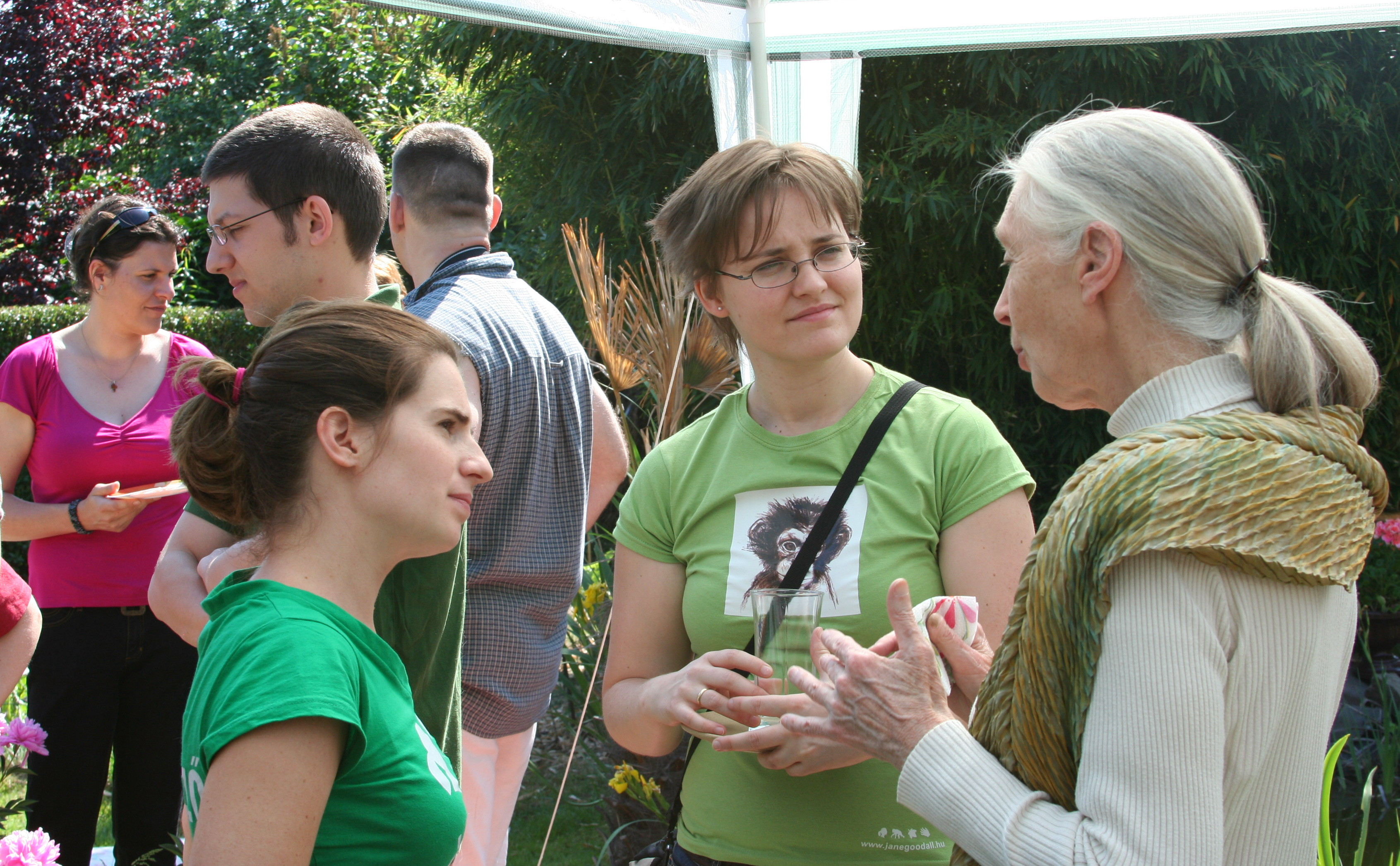
Jane Goodall 2009 májusában a Rügyek és Gyökerek Egyesület vezetőségével

A Roots & Shoots Hungary, magyarul a Rügyek és Gyökerek Egyesület 2006 januárjában alapult Magyarországon. Tagjai önkéntesek, akik Jane Goodall üzenetét gyerekekhez, fiatalakhoz és pedagógusokhoz juttatják el, hogy együtt dolgozva, aktívan, jókedvűen tanulva egy jobb világban élhessünk. A Rügyek és Gyökerek Egyesületnek mind hazai, mind Afrikát segítő projektjei is vannak. 
Magyarországon az újrahasznosítható táska program segítségével ismertetik meg a gyerekeket a műanyag zacskók okozta környezeti problémával. A projekt során minden részt vevő gyerek készíthet magának egy saját lenvászontáskát, amivel tudatosan sok ezer nejlonzacskót tud kiváltani. A farmosi békamentés során március-áprilisban iskolások segítségével több tízezer barna ásóbéka életét mentik meg azzal, hogy átsegítik őket a forgalmas úton, ahol egyébként elgázolnák őket. A szervezet ló-örökbefogadással, iskolai faültetéssel és kutyamenhely segítéssel is foglalkozik. 
A szervezet legnagyobb afrikai programja a 2009 Gorilla évével kapcsolatos mobiltelefon-újrahasznosító akció. Az összetett projekt a környezet- és természetvédelmet kombinálva járul hozzá a Kongóban élő gorillák fennmaradásához. A névleges csimpánz-örökbefogadás projekt a Jane Goodall Intézet kongói és ugandai csimpánzmenhelyeinek fenntartásához járul hozzá. A „Gyöngyökkel az életért” projekt ugandai asszonyok életét segíti azzal, hogy az általuk újrahasznosított papírból készített ékszerekért adományt kér, melyet visszajuttat Ugandába.
Dr. Jane Goodall 2009 májusában másodszor látogatta meg a Rügyek és Gyökerek Egyesületet. Az első látogatás 2008 februárjában történt.

## Külső hivatkozások
- Hivatalos honlap